# Comanca (Olt)
Comanca es una localidad rumana de la comuna de Deveselu, en el condado de Olt.

## Historia
Hacia finales del siglo XIX el caserío, que ya por entonces pertenecía a la comuna de Deveselu, en el antiguo condado de Romanaţi, tenía contabilizada una población de 433 habitantes.
En la segunda mitad del siglo XX la localidad había pasado a formar parte del condado de Olt. En el censo de 2021 la localidad tenía una población de 1144 habitantes.